# Parasabella torulis
Parasabella torulis är en ringmaskart som först beskrevs av Knight-Jones och Walker 1985.  I den svenska databasen Dyntaxa används istället namnet Demonax torulis. Enligt Catalogue of Life ingår Parasabella torulis i släktet Parasabella och familjen Sabellidae, men enligt Dyntaxa är tillhörigheten istället släktet Parasabella och familjen Sabellariidae. Arten har ej påträffats i Sverige. Inga underarter finns listade i Catalogue of Life.